# Eugongylinae
Eugongylinae zijn een onderfamilie van hagedissen uit de familie skinken (Scincidae).

## Naam en indeling
De wetenschappelijke naam van de groep werd voor het eerst voorgesteld door Kenneth R. G. Welch in 1982.
Er zijn 439 soorten in 47 geslachten. Tien geslachten zijn monotypisch en worden slechts vertegenwoordigd door een enkele soort. Een aantal soorten is pas recentelijk beschreven en wordt in veel literatuur nog niet vermeld. In 2017 bijvoorbeeld werden er zes nieuwe soorten beschreven, en zes soorten zijn pas bekend sinds 2018.

## Uiterlijke kenmerken
Alle soorten hebben een typisch skinkachtig lichaam met matig tot goed ontwikkelde poten. Sommige soorten hebben maar vier vingers aan de voorpoten en zijn daaraan te herkennen. De schubben zijn meestal glad maar kunnen ook voorzien zijn een of meerdere kieltjes. Ook de oogleden kunnen verschillen, de meeste soorten hebben beweeglijke oogleden met een doorzichtig venster in het midden. Zo kunnen de hagedissen met gesloten ogen toch zien. Deze aanpassing dient ook om zand te weren en om uitdroging via de ogen te verminderen. Er zijn echter ook soorten waarbij het onderste ooglid is omgevormd tot een permanente doorzichtige bril over het oog, zoals ook bij gekko's en slangen voorkomt.

## Verspreiding en habitat
Verreweg de meeste soorten komen voor in zuidelijk Azië en Australië, inclusief vele eilanden en eilandengroepen zoals Nieuw-Caledonië, Papoea-Nieuw-Guinea en Indonesië. De vertegenwoordigers van vier geslachten komen voor in delen van Afrika, ten zuiden van de Sahara. Ook komen soorten voor op de eilanden ten westen van Madagaskar, zoals Mauritius en Réunion. De dwergskinken uit het geslacht Ablepharus komen als enige in Europa voor, en verder van het Arabisch Schiereiland en uiterst noordelijk Afrika (Egypte) tot in delen van westelijk Azië
De habitat is zeer variabel, van tropische bossen tot in droge, rotsige woestijnachtige gebieden.

## Levenswijze
Alle soorten leven van insecten en kleine ongewervelden. Van een aantal soorten is bekend dat ook plantendelen worden gegeten. Een voorbeeld is de soort Liburnascincus scirtetis, die ook weleens vijgen eet.
De vrouwtjes zetten meestal eieren af op de bodem. Bij een aantal soorten zijn dit altijd twee eieren per legsel. Ook levendbarende soorten komen echter voor, waarbij de jongen volledig ontwikkeld ter wereld komen.

## Geslachten
Het geslacht omvat de volgende soorten, met de auteur en het verspreidingsgebied.
| Naam                         | Aantal soorten | Auteur                                                   | Verspreidingsgebied |
| ---------------------------- | -------------- | -------------------------------------------------------- | --- |
| Dwergskinken (Ablepharus)    | 10             | Lichtenstein, 1823                                       | Europa, Arabisch Schiereiland, noordelijk Afrika, Azië |
| Anepischetosia               | 1              | Lucas & Frost, 1894                                      | Australië |
| Bassiana                     | 3              | Hutchinson, Donnellan, Baverstock, Krieg, Simms & Burgin | Australië |
| Caesoris                     | 1              | Parker, 1926                                             | Nieuw-Caledonië |
| Caledoniscincus              | 14             | Sadlier, 1987                                            | Nieuw-Caledonië |
| Carinascincus                | 8              | Wells & Wellington, 1985                                 | Australië |
| Carlia                       | 46             | Gray, 1845                                               | Australië, Papoea-Nieuw-Guinea en Indonesië |
| Celatiscincus                | 2              | Sadlier, Smith & Bauer, 2006                             | Nieuw-Caledonië |
| Cophoscincopus               | 4              | Mertens, 1934                                            | Ghana, Guinee, Ivoorkust, Liberia, Senegal Sierra Leone en Togo |
| Cryptoblepharus              | 4              | Wiegmann, 1834                                           | Afrika, Australië, Azië, Oceanië |
| Kustskinken (Emoia)          | 77             | Gray, 1845                                               | Australië, Zuidoost-Azië |
| Epibator                     | 2              | Sadlier, Bauer, Shea & Smith, 2015                       | Nieuw-Caledonië |
| Eroticoscincus               | 1              | Lönnberg & Andersson, 1913                               | Australië |
| Eugongylus                   | 5              | Fitzinger, 1843                                          | Australië, Indonesië, Nieuw-Guinea, Micronesië, Papoea-Nieuw-Guinea, de Salomonseilanden en de Soela-groep |
| Geomyersia                   | 2              | Greer & Parker, 1968                                     | Papoea-Nieuw-Guinea (Bismarck-archipel), de Salomonseilanden |
| Geoscincus                   | 1              | Böhme, 1976                                              | Nieuw-Caledonië |
| Graciliscincus               | 1              | Sadlier, 1987                                            | Nieuw-Caledonië |
| Harrisoniascincus            | 1              | Ingram & Ehmann, 1981                                    | Australië |
| Kanakysaurus                 | 2              | Sadlier, Bauer, Smith & Whitaker, 2004                   | Nieuw-Caledonië |
| Lacertaspis                  | 5              | Perret, 1843                                             | Centraal-Afrikaanse Republiek, Congo-Brazzaville, Equatoriaal-Guinea (Bioko), Gabon, Kameroen, Zaïre |
| Lacertoides                  | 1              | Sadlier, Shea & Bauer, 1997                              | Nieuw-Caledonië |
| Lampropholis                 | 14             | Fitzinger, 1843                                          | Australië |
| Slanke skinken (Leiolopisma) | 5              | Duméril & Bibron, 1839                                   | Fiji, Réunion, Mauritius |
| Leptosiaphos                 | 18             | Schmidt, 1943                                            | Burundi, Congo-Kinshasa, Kameroen, Nigeria, Oeganda, Rwanda, Soedan en Tanzania |
| Liburnascincus               | 4              | Wells & Wellington, 1984                                 | Australië |
| Lioscincus                   | 2              | Bocage, 1873                                             | Nieuw-Caledonië |
| Lobulia                      | 6              | Greer, 1974                                              | Nieuw-Guinea |
| Lygisaurus                   | 14             | De Vis, 1884                                             | Australië, Indonesië, Papoea-Nieuw-Guinea |
| Marmorosphax                 | 5              | Sadlier, 1987                                            | Nieuw-Caledonië |
| Menetia                      | 5              | Gray, 1845                                               | Australië |
| Morethia                     | 8              | Gray, 1845                                               | Australië |
| Nannoscincus                 | 12             | Günther, 1872                                            | Nieuw-Caledonië |
| Oligosoma                    | 46             | Günther, 1872                                            | Australië |
| Panaspis                     | 16             | Cope, 1868                                               | Angola, Benin, Botswana, Burkina Faso, Centraal-Afrikaanse Republiek, Congo-Kinshasa, Equatoriaal-Guinea, Ethiopië, Gabon, Gambia, Ghana, Guinea, Kameroen, Ivoorkust, Mozambique, Namibië, Niger, Nigeria, Sao Tomé en Principe, Soedan, Somalië, Tanzania, Zambia, Zimbabwe, Zuid-Afrika |
| Phaeoscincus                 | 2              | Sadlier, Smith & Bauer, 2014                             | Nieuw-Caledonië |
| Phasmasaurus                 | 2              | Sadlier, Bauer, Shea & Smith, 2015                       | Nieuw-Caledonië |
| Phoboscincus                 | 2              | Greer, 1974                                              | Nieuw-Caledonië |
| Proablepharus                | 5              | Fuhn, 1969                                               | Australië |
| Pseudemoia                   | 6              | Fuhn, 1967                                               | Australië |
| Pygmaeascincus               | 3              | Couper & Hoskin, 2014                                    | Australië |
| Saproscincus                 | 12             | Wells & Wellington, 1983                                 | Australië |
| Sigaloseps                   | 6              | Sadlier, 1987                                            | Nieuw-Caledonië |
| Simiscincus                  | 1              | Sadlier & Bauer, 1997                                    | Nieuw-Caledonië |
| Tachygyia                    | 1              | Duméril & Bibron, 1839                                   | Tonga-eilanden |
| Techmarscincus               | 1              | Covacevich, 1984                                         | Australië |
| Tropidoscincus               | 3              | Bocage, 1873                                             | Nieuw-Caledonië |